# Djuphavsmarulkar

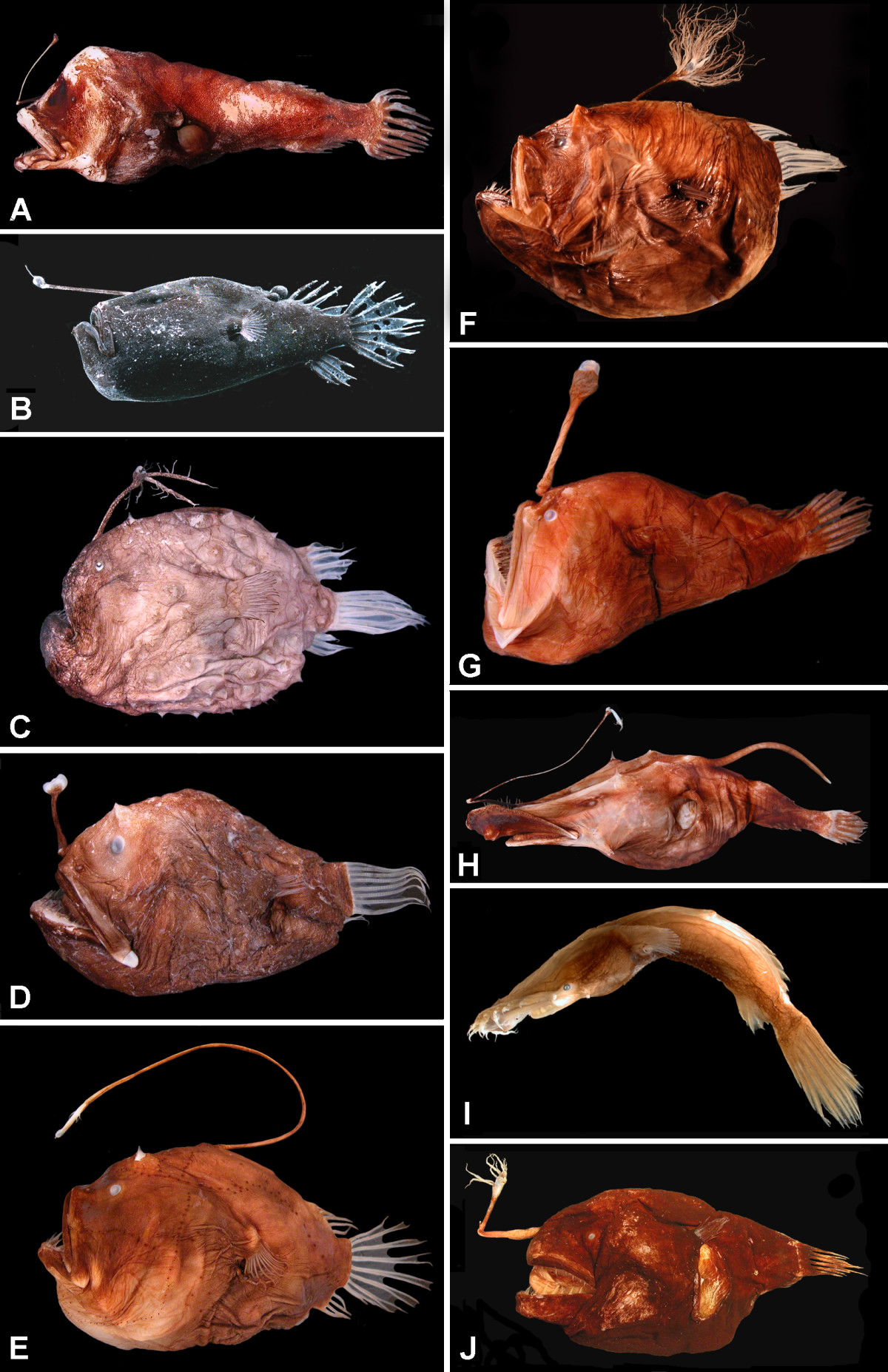
Representanter för olika familjer:
A. Centrophrynidae: Centrophryne spinulosa, 136 mm
B. Ceratiidae: Cryptopsaras couesii 34.5 mm
C. Himantolophidae: Himantolophus appelii 124 mm
D. Diceratiidae: Diceratias trilobus 86 mm
E. Diceratiidae: Bufoceratias wedli 96 mm
F. Diceratiidae: Bufoceratias shaoi 101 mm
G. Melanocetidae: Melanocetus eustales 93 mm
H. Thaumatichthyidae: Lasiognathus amphirhamphus 157 mm
I. Thaumatichthyidae: Thaumatichthys binghami 83 mm
J. Oneirodidae: Chaenophryne quasiramifera 157 mm

Djuphavsmarulkar, Ceratioidei (som underordning) eller Ceratioidea (som överfamilj). Ceratioidei är en av fem underordningar av ordningen marulkartade fiskar (Lophiiformes,). Gruppen innefattas dock stundom som överfamilj (Ceratioidea) i underordningen Ogcocephalioidei, då även tillsammans med Chaunacoidei (som överfamiljen Chaunacioidea).
Djuphavsmarulkar förekommer i alla världshav på djup större än 300 m. Det är den mest artrika djurgruppen i den batypelagiska zonen och därunder och med 160 arter är den tre gånger så artrik som valhuvudfiskar (Cetomimoidei), den näst största gruppen. Många arter har en nära nog världsomspännande utbredning, medan andras förekomst är mer begränsad.

## Anatomi
Djuphavsmarulkarna är en unik grupp som saknar bukfenor (förekommer dock hos larver av Caulophrynidae), saknar eller har reducerade ben i pelvis och med extrem könsdimorfism. Hanarna är dvärglika och bara en bråkdel så stora som honorna (hanar hos vissa arter är bara 6–10 mm långa, 6–8 procent av honan) och saknar Illicium (den till "metspö" ombildade första ryggfensstrålen). Hanen har förstorade ögon och luktorgan och har tänder på nosen och hakan som den använder för att bita sig fast i honan. Hos somliga familjer och släkten växer hanen samman med honan och lever parasitiskt på henne. Djuphavsmarulkar saknar simblåsa.

## Systematik
Djuphavsmarulkarna (Ceratioidei/Ceratioidea) delas in i elva familjer:
- Centrophrynidae
- Ceratiidae
- Himantolophidae
- Diceratiidae
- Melanocetidae
- Thaumatichthyidae
- Oneirodidae
- Caulophrynidae
- Neoceratiidae
- Gigantactinidae
- Linophrynidae